# Cécile Debray
Pour les articles homonymes, voir Debray.
Cécile Debray, née le 20 novembre 1966, est une conservatrice de musée, historienne de l'art et commissaire d'exposition française, spécialiste de l'art moderne et contemporain en peinture.
Cécile Debray est conservatrice générale du patrimoine, directrice du musée national Picasso-Paris depuis novembre 2021.

## Biographie
Cécile Debray est l’arrière-petite-fille de l’écrivain et académicien Georges Duhamel dont elle représente les héritiers[réf. nécessaire]. Elle suit des études d’histoire de l’art et d’histoire à l'université Paris X-Nanterre, à l'École des hautes études en sciences sociales (EHESS) et à l'université de Montréal puis intègre, en 1996, l'Institut national du patrimoine.

### Parcours professionnel
Directrice des musées de Châteauroux, de 1997 à 2000, elle est conservatrice au Musée d'Art moderne de Paris de 2000 à 2005, conseillère scientifique auprès de l’Administrateur général de la Réunion des musées nationaux et du Grand Palais des Champs-Élysées, chargée de la programmation des Galeries nationales du Grand Palais, de 2005 à 2008.
De 2008 à 2017, Cécile Debray est conservatrice en chef chargée des collections modernes au Musée national d'art moderne / Centre Pompidou. Durant cette période, elle est co-commissaire en 2009 avec Camille Morineau de l'exposition elles@centrepompidou dont elle assure le parcours itinérant aux Etats-Unis et au Brésil à partir d'une sélection tournée vers les scènes américaines et brésiliennes. Spécialiste d'Henri Matisse, en 2012, elle révèle la dimension conceptuelle de l’œuvre de Matisse à travers l'exposition Matisse. Paires et séries soulignant l'exploration répétitive d'un même sujet, d'un même motif, qui permet à l'artiste d'explorer la peinture. Elle conçoit en 2015 l'exposition monographique Marcel Duchamp. La peinture, même. Cécile Debray montre la peinture et les dessins qui ont mené l'artiste à la réalisation du Grand Verre, La mariée mise à nu par ses célibataires, même, de 1910 à 1923. Approche inédite, volontairement paradoxale, l'exposition entend montrer les tableaux de celui qui, selon la doxa moderniste, a voulu tuer la peinture.
En 2017, elle succède à Laurence des Cars au poste de directrice du musée de l'Orangerie,. Elle construit et met en œuvre le projet scientifique et culturel ainsi que la programmation des expositions du musée, orchestrant la nouvelle présentation des collections dans des espaces rénovés (septembre 2020), et créant de nouvelles programmations contemporaines, « Contrepoints contemporains » (Otobong Nkanga, Richard Jackson, Ann Veronica Janssens, Alex Katz, Janaina Tschape, Isabelle Cornaro, David Hockney…) et « Danse dans les Nymphéas » (Carolyn Carlson, Trisha Brown Dance Company, François Chaignaud…).

Cécile Debray fait connaître en France en 2020 le travail de l'artiste portugaise Paula Rego, seule femme de l’École de Londres, figure de la violence faite aux femmes et de l'ambivalence de l'enfance, qu'elle expose au musée de l'Orangerie. Invitée par Jean de Loisy à l'émission "L'art est la matière" sur France Culture, elle affirme : 

« L'Orangerie est un écrin qui permet une mise en valeur unique des œuvres. Ainsi, les pastels de Paula Rego se déploient dans toute leur sensualité, entre un réalisme très cru et un baroque hispanique. »

En 2021, elle poursuit au musée de l'Orangerie sa programmation d'expositions historiques avec "Soutine / de Kooning. La peinture incarnée", du 14 septembre 2021 au 10 janvier 2022, et "David Hockney. Les quatre saisons", du 12 octobre 2021 au 10 février 2022. Elle est également enseignante à l'École du Louvre.

En octobre 2021, Cécile Debray est nommée par Emmanuel Macron, Présidente du musée Picasso. En tant que dirigeante de l'établissement, elle place le musée, sa programmation et la « Célébration Picasso » (commémoration du cinquantenaire de la mort de l’artiste), sous l’idée de « Picasso aujourd’hui », à partir de relectures, d’ouvertures au contemporain et d’une saisie plus culturelle de l’œuvre et de sa réception. Ainsi, un séminaire interne en 2022, un symposium international à l’UNESCO en 2023, les expositions – ORLAN, Farah Atassi, "Faith Ringgold. Black is beautiful", "Sophie Calle. A toi de faire ma mignonne", "Dans l'appartement de Léonce Rosenberg. De Chirico, Ernst, Léger, Picabia..." – et la nouvelle présentation de la collection permanente témoignent de cette nouvelle inflexion qu'elle souhaite donner au musée Picasso.
"Le rôle d’un musée monographique aussi particulier que celui de Picasso - sans doute l’artiste moderne le plus célèbre au monde - est bien de transmettre son œuvre aux nouvelles générations, tout en étant à l’écoute des débats autour de sa réception – sa relation aux femmes, son engagement politique, son statut d’étranger, etc. Il s’agit de trouver un juste équilibre qui ne penche pas vers l’hagiographie mais un éclairage compréhensible et pertinent de sa création. [...] Il m’apparaît important que le musée tente de rencontrer ce jeune public en accueillant tous ces débats, pour surtout les mener vers la découverte de son art."
Cécile Debray est aussi la fondatrice et commissaire depuis 2016 du festival annuel des résidences artistiques ¡ Viva Villa ! (Villa Medicis, Villa Kujoyama, Casa de Velazquez). Elle est membre de divers comités scientifiques et artistiques (AWARE, Casa de Velazquez / Académie des Beaux-Arts, FIAC Tuileries, CIMAM - International Committee for Museums and Collections of Modern Art -, Comité éditorial de la Revue de l’Art, Prix Pierre Daix). En 2019, elle a été présidente de l’association AWARE (Archives of Women Artists, Research and Exhibitions).

## Commissaire d'expositions (sélection)
Commissaire d'expositions, Cécile Debray a conçu et organisé de nombreuses grandes expositions internationales, et des expositions majeures sur des territoires inexplorés, parmi lesquelles notamment elles@centrepompidou en 2009 au Centre Pompidou, Dada Africa. Sources et influences extra-occidentales en 2017 au musée de l'Orangerie ou encore Le modèle noir de Géricault à Matisse en 2019 au musée d'Orsay.
- Le Nouveau Réalisme, Grand Palais, Paris ; Sprengel Museum, Hanovre, mars-juillet 2007[16]
- elles@centrepompidou, Centre Pompidou, Paris, 2009/2011 ; Seattle, SAM, 2012/13 ; Rio, CCBB, 2013[17]
- Lucian Freud : l'atelier, Centre Pompidou, Paris, mars-juillet 2010[18],[19]
- Matisse, Cézanne, Picasso… L’aventure des Stein, San Francisco, SFMoMA ; Paris, Grand Palais, 2011 ; New York, MET, 2012
- Matisse. Paires et séries, Centre Pompidou, Paris, 2012 ; Copenhague SMK ; New York, MET 2013[20],[21]
- Marcel Duchamp, La peinture, même, Centre Pompidou, septembre 2014-janvier 2015[22],[23]
- Balthus, une rétrospective, Scudiere dell Quirinal, Rome, Villa Medicis, Rome 2015 ; Vienne, Kunstforum, 2016
- Bacon / Nauman. Face à face, Musée Fabre, Montpellier, juin-novembre 2017
- Derain,1904-1914, la décennie radicale, Centre Pompidou, Paris, octobre 2017-janvier 2018[24]
- Dada Africa. Sources et influences extra-occidentales, Musée de l’Orangerie, octobre 2017-février 2018
- Nymphéas. Le dernier Monet et l'abstraction américaine, Musée de l'Orangerie, avril-août 2018
- Franz Marc et August Macke, l'aventure du cavalier bleu, Musée de l'Orangerie, mars-juin 2019[25]
- Le modèle noir de Géricault à Matisse, Musée d'Orsay, mars-juillet 2019[26] ; Mémorial de l’esclavage, Pointe-à-Pître, septembre-décembre 2019
- Les contes cruels de Paula Rego, Musée de l'Orangerie, Paris, octobre 2018-janvier 2019[27]
- Préhistoire, une énigme moderne, Centre Pompidou, Paris, mai-septembre 2019[28]

## Publications (sélection)
- Anticiper le printemps (Étude prospective sur les collections d'art du musée de Châteauroux), Paris, Éditions Cercle d'art, coll. « Diagonales », 1999, 198 p. (ISBN 978-2-7022-0558-7)
- La Section d'or, Cécile Debray et Françoise Lucbert, Éditions Cercle d'art, Paris, 2000  (ISBN 978-2702205983)
- Gilles Aillaud, la jungle des villes, Cécile Debray et Martine Fresia, Didier Ottinger, Actes Sud, 2001  (ISBN 2742732950)
- Le Nouveau Réalisme, Cécile Debray, RMN, 2007  (ISBN 978-2711852482)
- Cézanne, Matisse, Picasso, l'aventure des Stein, Catalogue de l'exposition au Grand Palais, Cécile Debray (dir.), 2011-2012, Éditions RMN  (ISBN 978-2711857449)
- Matisse, Cécile Debray, éditions du Centre Pompidou, 2011  (ISBN 978-2844265418)
- Le Fauvisme, Cécile Debray, collection "Les grands mouvements et tendances", éditions Citadelles et Mazenod, 2014  (ISBN 978-2850885815)
- La fin des forêts, Cécile Debray, ¡ Viva Villa !, 2019[29]
- Les vies minuscules, Cécile Debray, ¡ Viva Villa !, 2020[30]
- Les Nymphéas de Claude Monet, Cécile Debray, éditions Hazan, 2020  (ISBN 978-2754110969)
- Arman à la Villa Kérylos - Archéologie du présent, Cécile Debray, éditions du Patrimoine, 2024  (ISBN 978-2-7577-0961-0)

## Distinction
- Chevalière de la Légion d'honneur (13 juillet 2021)[31]
- Officière de l'ordre des Arts et des Lettres (8 mars 2018)[32]